# Vaguada (meteorología)
En su acepción meteorológica o barométrica, el concepto de vaguada se refiere al ascenso de masas de aire cálido y húmedo a lo largo de una zona alargada de baja presión atmosférica que se ubica entre dos áreas de mayor presión (anticiclones) formadas por masas de aire mucho más frío y pesado que se introducen como una cuña y dan origen a una formación de nubes de gran desarrollo vertical y a las consiguientes lluvias. Así pues, se refiere a una depresión barométrica alargada que se ubica entre dos anticiclones o, para decirlo con mayor propiedad, dos áreas anticiclónicas ligeramente desiguales en lo que respecta a sus características. 

## Origen del término

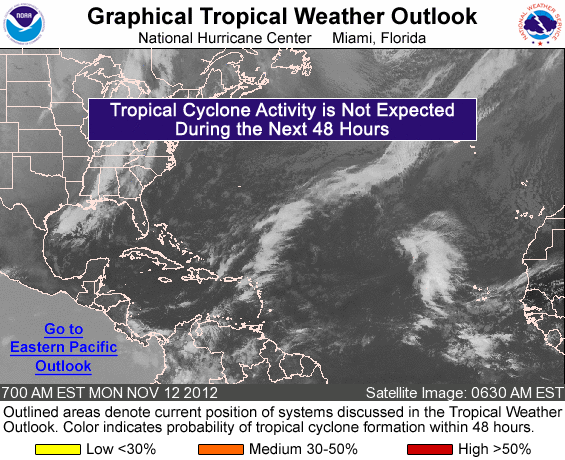
Imagen de una vaguada noratlántica que atraviesa el Océano Atlántico por unos 9000 km, desde las proximidades de las islas británicas hasta las costas de Venezuela. La imagen corresponde al 12 de noviembre de 2012 a las 7:00 AM (hora venezolana aproximadamente)

Una vaguada es un fenómeno tanto geomorfológico como meteorológico. Según Joan Corominas, vaguada es palabra de origen incierto. Posiblemente alteración de un hipotético vacuada, supuesto derivado semiculto de vacuo, en el sentido de vacío, hueco. También podría ser un término procedente de aguada, la parte deprimida del relieve que resultaría la vía natural de las aguas corrientes. En inglés, el concepto de vaguada en meteorología, es trough, tal como señala F. J. Monkhouse.

## Hidrología
En el campo de la geografía y más específicamente, en el de la Geomorfología, la palabra vaguada se refiere a la línea que une los puntos de menor altitud en un valle y corresponde al término geomorfológico de origen alemán Talweg (literalmente "camino del valle") y también Thalweg, que es el mismo término en inglés, y que se emplea a escala internacional para definir geográficamente el perfil longitudinal de un río desde su nacimiento hasta su desembocadura.
Se considera que una vaguada es, originalmente, un término geomorfológico que ha sido adaptado y adoptado desde hace unas dos o tres décadas al campo científico de la Meteorología por la similitud existente entre el trazado de las curvas de nivel en un mapa topográfico y las isobaras en un mapa meteorológico en el que se presenta una vaguada.

## Concepto meteorológico de vaguada
En el sentido meteorológico del término (no es un término climático), una vaguada constituye una zona inestable donde el aire, mucho más húmedo y cálido que en las zonas anticiclónicas vecinas, se ve obligado a ascender, ya que los anticiclones se introducen a nivel del suelo como una cuña a cada lado de la propia vaguada, debido a su menor temperatura y, por consiguiente, su mayor densidad. En sentido estricto, una vaguada suele presentarse sólo a cierta altura, dando origen a un fenómeno de inversión térmica ya que al nivel del mar, el aire es más frío y denso que a mayor altura. El ascenso del aire húmedo y cálido en la vaguada genera nubes de gran desarrollo vertical con lluvias intensas y, sobre todo, persistentes. Las depresiones barométricas asociadas a las vaguadas equivaldrían a una especie de frente cálido pero estacionario, de lo que se deriva la persistencia de las lluvias. Es un fenómeno completamente normal que viene produciéndose todos los años en las costas septentrionales de la América del Sur, desde mucho antes de la aparición del hombre sobre la Tierra, lo cual significa que se trata de algo perfectamente explicable en los campos de la Geografía Física y de la Meteorología. El ejemplo que se indica en la imagen de satélite no es tal vez el más adecuado, tanto por su falta de desarrollo (se trata de unas nubes de escaso desarrollo relativo) como por el hecho de que no permanecieron mucho tiempo en el Atlántico Norte en su parte central. Una vaguada persistente en el Atlántico Norte, aunque relativamente débil, se está dejando sentir en el Norte de Venezuela (costas del Litoral Central, Caracas y otras partes) desde el 7 de diciembre hasta la fecha (17 de diciembre de 2013), van 8 días de lluvia en Caracas y al parecer, continuará lloviendo intermitentemente durante un número indeterminado de días, con resultado difícil de predecir, aunque lo más probable es que las lluvias se intensifiquen unos días más y después se debiliten, como corresponde a la época de sequía, que en la latitud del norte de Venezuela corresponde entre finales de octubre y principios de mayo. 
En las imágenes del océano Atlántico tomadas por los satélites meteorológicos, las vaguadas pueden verse en el  Hemisferio Norte, como masas de nubes alargadas (pueden tener varios miles de kilómetros de longitud como puede observarse en la imagen de satélite) que se producen durante la época de sequía, es decir, en los meses de invierno en la zona intertropical de dicho Hemisferio, con una dirección del Noreste al Suroeste, que a grandes rasgos coincide con la trayectoria normal de los vientos alisios.
Es tal vez el fenómeno meteorológico de mayores dimensiones (temporales y espaciales) que existe en la naturaleza. Para los aviones que vuelan desde la península ibérica hacia Venezuela, por ejemplo, representa un fenómeno a evitar por su altura considerable de 15 km o más (mucho mayor que la altitud normal de vuelo). En este caso, el vuelo desde Europa se realiza por el lado noroeste y desde Venezuela, por el lado sureste.

### Los vientos
A diferencia de las depresiones o ciclones de carácter más o menos circular o en espiral, los vientos que producen las vaguadas son de escasa intensidad, ya que su energía se disipa rápidamente al ascender las masas de aire en el seno de la propia vaguada. Sin embargo, la propia dirección de esos vientos es un tema poco estudiado y muchas veces confuso, a pesar de que explican en gran parte el mecanismo que generan las lluvias extraordinarias y persistentes de las vaguadas. 
Es un mecanismo complejo y difícil de explicar en términos geográficos y la identificación en los mapas meteorológicos no es siempre fácil de realizar porque independientemente del alargado frente nuboso que se presenta en el eje de la vaguada y que puede alcanzar una enorme dimensión (de miles de km), los dos anticiclones que la limitan sólo se identifican por la ausencia de nubes y sus dimensiones aún más colosales. Pero hay que tener presente que la dirección de los vientos en torno a los anticiclones es inversa a la de los ciclones y giran en sentido horario: como tenemos dos anticiclones que son centros de acción emisores de vientos, la interacción entre ellos se neutraliza en el "valle" que forma la vaguada, donde los vientos tienen sentido horario alrededor de la propia vaguada. Varios geógrafos, como Pau Vila () y Antonio Luis Cárdenas han hecho referencia al cambio de dirección de los vientos en los llanos venezolanos y en las costas del Caribe durante la época de sequía, que explican la inversión de la dirección de despegue y aterrizaje de los aviones en los aeropuertos del norte de Venezuela, que debido a los vientos alisios, que son vientos constantes, siempre suele hacerse hacia el este o noreste, mientras que durante la época de sequía (o mejor dicho, durante la situación sinóptica de vaguada), los aviones tienen que despegar o aterrizar hacia el oeste. Al respecto, Cárdenas señala que: 

Finalmente, al observar el mapa meteorológico a escala sinóptica en diciembre de 1999 vemos hacia el sudoeste del país, y más específicamente en el Estado Táchira, un importante flujo de vientos del suroeste. Estos vientos húmedos, combinados con un relieve muy accidentado y la presencia de formaciones geológicas que, como La Quinta y Colón, son fácilmente erosionables y muy propensas a deslizamientos, explican los severos daños que se produjeron en esa región.

Y Pau Vila señala para Venezuela el mecanismo de engolfamiento de los vientos del sureste durante la época de invierno térmico, (que corresponde con la época de sequía o de verano pluviométrico, en la zona intertropical del hemisferio norte), cuando son frenados y desviados por la cordillera de los Andes en Colombia y Venezuela, lo que provoca una dirección casi opuesta (del suroeste al noroeste) en el piedemonte de los relieves montañosos del norte de este último país (Pau Vila, 1960).

### Huracanes y vaguadas

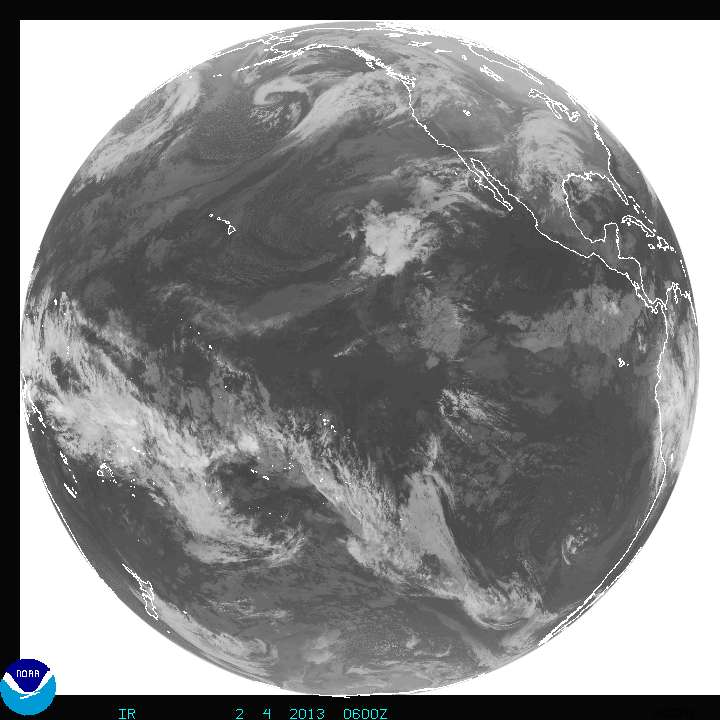
Imagen Infrarroja (IR) del Océano Pacífico tomada por un satélite GOES (Satélite geoestacionario) el 4 de febrero de 2013. Puede verse una perturbación alargada que cruza el Pacífico de noroeste a sureste, desde la zona ecuatorial al sur del ecuador hasta la costa meridional de Chile

En sentido estricto, una vaguada atmosférica resulta muy similar, al menos desde el punto de vista estructural, a un ciclón tropical. Las diferencias más notables se refieren a la forma (circular en el caso de los ciclones y alargada en el caso de las vaguadas) y a sus dimensiones: el huracán Sandy, que es el de mayor tamaño registrado (1800 km de diámetro) no se puede comparar a algunas vaguadas en el océano Pacífico, donde pueden alcanzar a 16000 km de longitud o más.
Pero las semejanzas pueden verse en la circulación atmosférica dentro del propio seno de dichos fenómenos meteorológicos: las bandas lluviosas en ambos casos presentan el mismo tipo de dirección y desarrollo, girando en sentido antihorario en el hemisferio norte y horario en el hemisferio sur.
La imagen satelital infrarroja correspondiente al Océano Pacífico sirve para mostrar lo que se ha dicho:
- En primer lugar, la comparación de las dimensiones con la imagen del Atlántico Norte, la cual sólo corresponde a una parte del Atlántico, mientras que esta corresponde a una superficie mucho mayor, correspondiente a un hemisferio completo.
- En segundo lugar, los distintos sentidos de giro de las dos vaguadas (antihorario en el Atlántico Norte y horario en el Pacífico Sur).
- Y en tercer lugar, la semejanza entre huracanes o ciclones tropicales y vaguadas ya que en la imagen del Pacífico Sur aparece una especie de ciclón en desarrollo con su forma aproximadamente circular en el centro de la alineación nubosa alargada (la vaguada propiamente dicha). Y tanto en la vaguada propiamente dicha, como en la expansión en la zona central que semeja un ciclón en formación se pueden ver unas bandas de lluvia (en formación) que tienen la misma dirección hacia afuera, lo que indica el sentido de giro (antihorario como corresponde para el hemisferio sur) de los dos tipos de fenómenos meteorológicos.

### Las lluvias
Por lo general, las lluvias en el seno de una vaguada no son muy intensas aunque sí muy duraderas: se han dado casos en los que las lluvias producidas por una vaguada estacionaria duraron, aunque de manera intermitente, varios meses, como sucedió en diciembre de 1999 y enero del 2000 en lo que se conoce como la Tragedia de Vargas en la costa septentrional de Venezuela. En este caso, el extremo suroeste de la vaguada se encontró con el obstáculo de las cordilleras septentrionales de Venezuela, lo cual intensificó las lluvias por el efecto orográfico con el deslave, inundaciones y destrucción consiguientes.

## Análisis crítico del concepto de vaguada
- En primer lugar, tomar el concepto geomorfológico de vaguada para identificar el fenómeno meteorológico del mismo nombre, no es algo plenamente válido porque en un mapa de curvas de nivel, la dirección de la corriente de agua va de las curvas de mayor a las de menor altitud, evidentemente, por la ley de gravedad. En cambio, en un mapa de isóbaras, aunque tuvieran el mismo trazado que en el mapa topográfico (mayor presión en los bordes y en la "cabecera" de la vaguada), la dirección de los vientos sería la opuesta a la del agua en un valle, es decir, que el ascenso de aire caliente y húmedo en el centro de la vaguada genera una especie de "succión" del aire hacia ella, obligando a elevarse en sentido contrario al trazado de las isóbaras o, mejor dicho, en sentido contrario al gradiente barométrico. Además de esto, un perfil transversal en un valle es simétrico, y las aguas corren por el fondo. En cambio, el perfil de una vaguada en meteorología es siempre asimétrico, porque es imposible que las dos masas de aire anticiclónicas que limitan la vaguada tengan exactamente la misma presión: el ascenso del aire en la vaguada siempre se decantará en una especie de plano inclinado (como sucede en un frente cálido) hacia la masa que tiene mayor presión atmosférica al nivel del suelo. Y en el caso de una típica vaguada ubicada entre el Caribe y el Atlántico, con un eje del suroeste al noreste, el área anticiclónica más estable y con mayor presión siempre es la del noroeste. Tal vez habría que añadir siempre la frase en altura al concepto de vaguada porque la baja presión de la misma no se presenta en la superficie (donde predomina el aire frío y pesado), sino a una altura considerable. De manera que sería mejor hablar de una vaguada en altura cada vez que vayamos a referimos a este concepto en su sentido meteorológico.
- En segundo lugar, las enormes dimensiones de las vaguadas obligan a que usemos mapas meteorológicos a escala sinóptica (que abarca grandes extensiones de la superficie terrestre, como nos indica la etimología del término sinopsis: visión general) y, además, que tengamos en cuenta, no sólo el trazado de las isóbaras a nivel de la superficie, sino también a niveles superiores en la troposfera. Esas enormes dimensiones quedan representadas por la imagen infrarroja del Océano Pacífico, donde se puede ver que la zona alargada de nubes cubre casi un hemisferio, mientras que cubre una superficie de alrededor de 10 millones de km 2.
- En tercer lugar, recordemos que una vaguada es el mismo fenómeno que una depresión ciclónica o huracán, sólo que de proporciones mucho mayores, con una energía enorme aunque se disipa más lentamente y sobre un área mucho más grande. Además, debemos recordar que las vaguadas son alargadas y los huracanes casi circulares.
- En cuarto lugar, el trazado de las isóbaras a nivel de superficie no coincide exactamente con el de ese trazado a una altura de, por ejemplo, 15 km, ya que existe cierto desplazamiento en altura hacia el noroeste (nos referimos al hemisferio norte) debido a que a nivel de superficie, por la mayor presión atmosférica, el aire se mueve en sentido horario sobre una superficie extensa y alargada, mientras que el aire ascendente, más húmedo y cálido sube con un movimiento antihorario, desplazándose así hacia la zona anticiclónica del noroeste y extendiéndose en altura, fenómeno similar al de una explosión atómica.